# Dorota Jenerowicz
Dorota Jenerowicz – polska lekarka, specjalistka dermatologii, wenerologii i alergologii, wykładowczyni Uniwersytetu Medycznego im. Karola Marcinkowskiego w Poznaniu.

## Życiorys
W 1999 ukończyła studia lekarskie na Akademii Medycznej w Poznaniu. W 2004 doktoryzowała się tamże w dziedzinie nauk medycznych, przedstawiwszy napisaną pod kierunkiem Magdaleny Czarneckiej-Operacz dysertację Wybrane białka eozynofili jako wskaźnik stanu zapalnego u chorych na atopowe zapalenie skóry. Uzyskała specjalizacje w dziedzinie dermatologii i wenerologii (2007), w tym nadane osobno przez European Union of Medical Specialists, a także w dziedzinie alergologii (2014). W 2012 habilitowała się w specjalności dermatologia i wenerologia na podstawie dorobku naukowego i rozprawy Nadwrażliwość na kwas acetylosalicylowy i inne niesteroidowe leki przeciwzapalne u chorych na pokrzywkę przewlekłą. W 2023 otrzymała tytuł profesora nauk medycznych i nauk o zdrowiu w dziedzinie medycyny w dyscyplinie nauki medyczne.
W latach 1999–2001 odbyła staż podyplomowy w Samodzielnym Publicznym Szpitalu Klinicznym nr 2 w Poznaniu. Od 2002 związana zawodowo z Katedrą i Kliniką Dermatologii Wydziału Medycznego Uniwersytetu Medycznego w Poznaniu (do 2007 jako asystentka, od 2007 jako adiunktka, a od 2021 jako profesorka uczelni). W 2021 objęła kierownictwo Pracowni Dermatologii Dziecięcej tamże.
Członkini Polskiego Towarzystwa Dermatologicznego i Polskiego Towarzystwa Alergologicznego.